# Arroyo Cano
Arroyo Cano es un Distrito Municipal del municipio de Bohechio, de la provincia de San Juan en el sur de la República Dominicana.

## Ubicación
Arroyo Cano son dos Distritos Municipales que junto al casco urbano conforman el municipio de Bohechío. Está ubicado en el este de la provincia de San Juan, a 38 km de San Juan de la Maguana, a 6 km del casco urbano del municipio de Bohechio y a unos 20 km de la carretera Sánchez y el distrito municipal de Guanito. Limita al norte con el distrito municipal de Los Fríos, perteneciente al municipio de Padre las Casas, provincia de Azua, al sur con la presa de Sabana Yegua, al este el casco urbano del municipio de Bohechio y al oeste con el río Yaque del Sur, que lo separa del distrito municipal de Yaque, también perteneciente al municipio de Bohechio.
Fundado por la familia Sánchez, descendientes del Patricio Francisco del Rosario Sánchez. Después del fusilamiento del Patricio los Sánchez fueron despojados de sus tierras y se dispersaron por diferentes lugares.
Breve historia de los Sánchez y los Abreu.

## Población

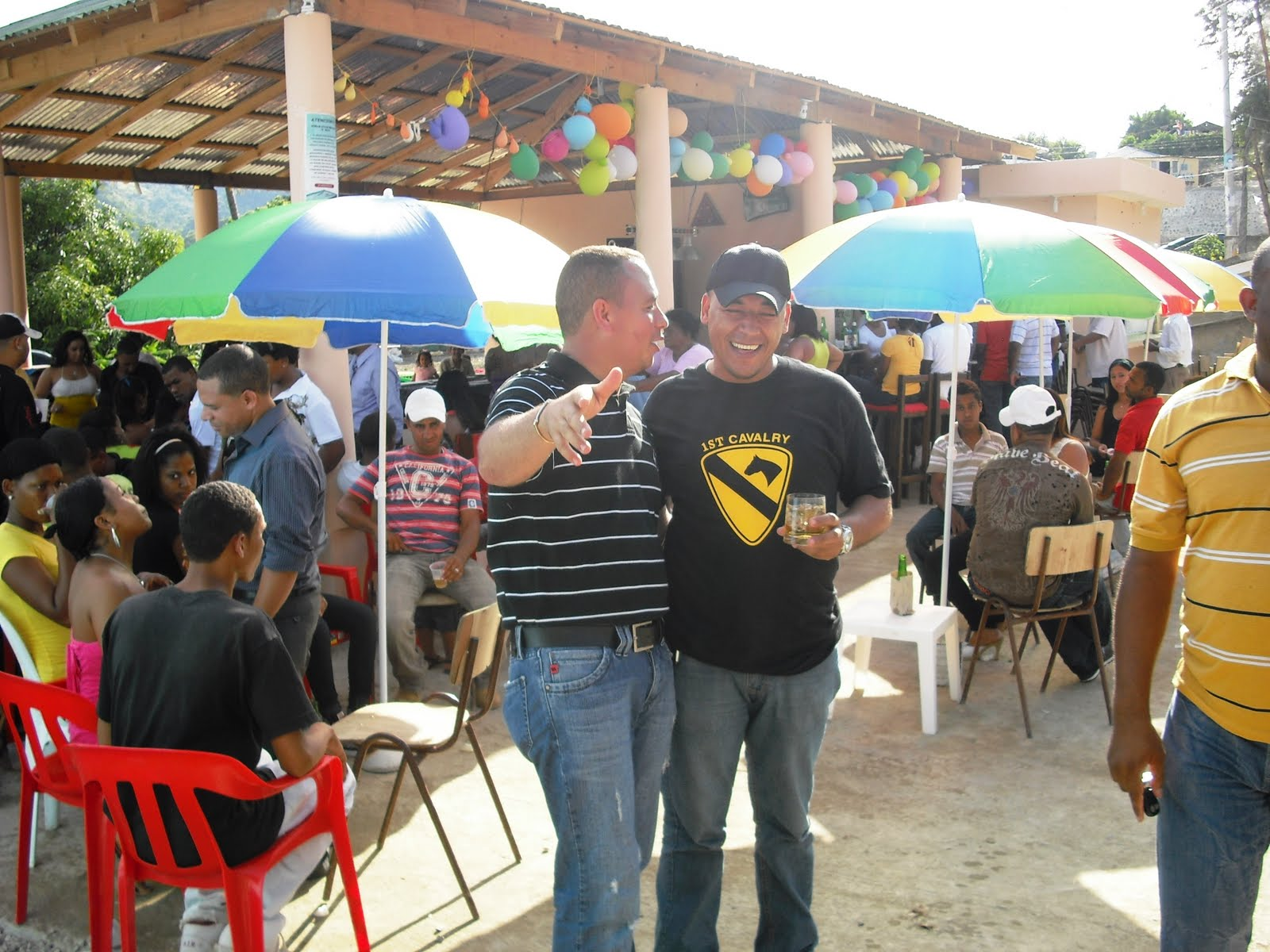
Fiesta en Arroyo Cano.

Tiene una población de 3,074 habitantes, según el VIII Censo Nacional de Población y Vivienda 2002.

## Economía
La principal actividad económica de Arroyo Cano es la agricultura, destacándose entre los principales rubros el Café, Habichuelas, Maíz, Guandul, Aguacate, entre otros.
La producción de Café es parte de la cultura de Arroyo Cano, está ligada a su tradición y a su diario vivir. De 1985 hacia atrás el cultivo y producción de este grano aromático marcaba en cierto modo el ritmo de vida de los habitantes de esta zona.
El calendario escolar, las actividades festivas, y las conmemoraciones religiosas giraban en torno a la cosecha del café. Las casas permanecían prácticamente vacías durante tres meses, octubre-diciembre, la temporada óptima de cosecha y este proceso envolvía a todos los miembros de la familia; cada uno realizaba una labor en la cadena de producción.
La pérdida del valor del precio del café en el mercado internacional y la entrada de otros países a la lista de productores, y le quitó la rentabilidad a la producción cafetera. Hoy día, a pesar de que el valor ha mejorado, producir un quintal cuesta unos RD$3,500.00 y su precio de venta ronda los RD$3,600.00
El alto costo de producción del café y su baja rentabilidad ha provocado que los agricultores de Arroyo Cano exploren otro campo, y están orientando sus actividades al desarrollo de fincas de aguacate y cítricos, mientras las plantaciones de café se mantienen como un patrimonio familiar sin que ésta constituya la base de sustensación que era antes.

## Educación
Arroyo Cano ha producido cientos de profesionales incluyendo el actual Presidente Constitucional de la República Dominicana,  el Lic.Danilo Medina Sánchez, hijo de este Distrito Municipal.
Arroyo Cano posee una Escuela Primaria y un Liceo Secundario, La escuela primaria Prof. Catalina Sánchez y el Liceo María Trinidad Sánchez, por los cuales han pasado cientos de profesionales que hoy ocupan cargos públicos y privados convirtiéndolo en el lugar donde más profesionales han surgido de la zona.
Los estudiantes de nivel superior estudian en las Universidades de San Juan de la Maguana los cuales cuentan con un transporte estudiantil para comodidad y economía.

## Religión

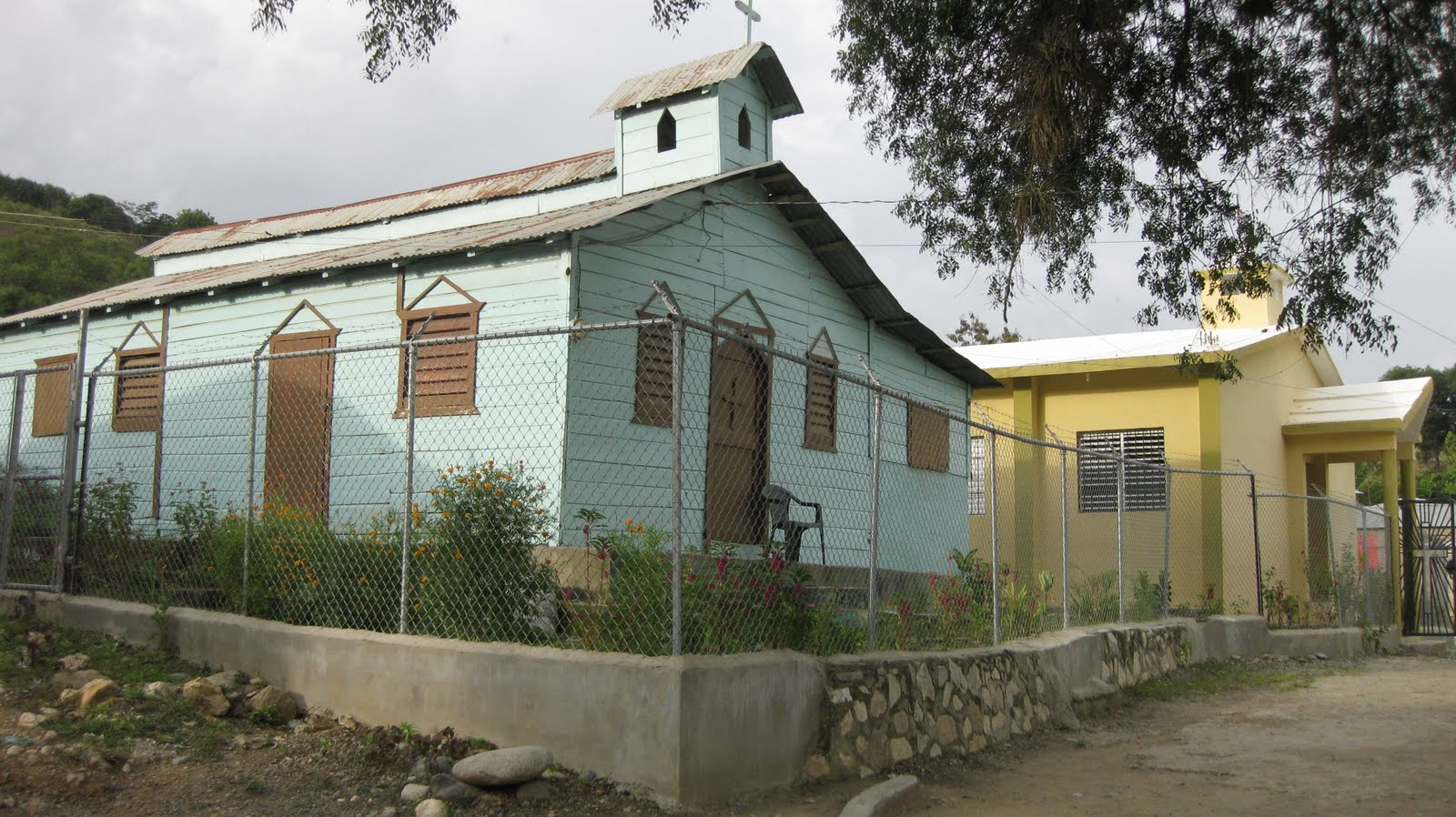
Iglesia Católica.

El 90% de la población de Arroyo Cano son Católicos, el 5% Cristianos protestantes, el 3% de otras religiones y un 2% no asisten a ninguna religión.
La patrona es la Virgen de la Altagracia.

## Atractivos turísticos
Sus principales atractivos turísticos son las opciones ecoturísticas de los parques nacionales José del Carmen Ramírez y José Armando Bermúdez, en las estribaciones de la Cordillera Central (norte); los ríos Yaque del Sur y Blanco.

## Fuente de Empleo
La principal fuente de empleo de Arroyo Cano es la Agricultura, la construcción y Los cargos públicos.
Desde el año 2005 se construye en la zona el Proyecto Hidroeléctrico Palomino, el cual desde ese año hasta la fecha es la principal fuente de empleo de Arroyo Cano y todo el Municipio.  

## Acceso
Arroyo Cano es Accesible por la Carretera Guanito/Bohechio que comunica al municipio de Bohechio con la Carretera Sánchez, la Carretera Arroyo Cano/Yaque comunica a estos dos Distritos Municipales y la Carretera Arroyo Cano/Bohechio lo comunica con Bohechio. Hay una Carretera en mal estado que comunica Arroyo Cano con las comunidades que se localizan al norte del Distrito como son: La sección de los Montacitos y el Distrito Municipal de Los Fríos. 

## Cultura y Tradición
Arroyo Cano celebra sus fiestas Patronales del 13 al 21 de enero en honor a la Virgen de la Altagracia patrona del Distrito, durante 8 días todo el municipio y zonas aledañas se concentran en Arroyo Cano, convirtiendo estas fiestas en la principal fiesta del municipio.
Las fiestas son organizadas por el Ayuntamiento y por el Comité organizador que cada año hacen posible la realización de estas fiestas.
Arroyo Cano como todas las comunidades de provincia de San Juan, tienen como cultura la realización de la tradicional fiesta de palos o atabales las cuales son realizadas casi en todo el año en honor a distintos Santos religiosos.
- Datos: Q5705545
- Multimedia: Arroyo Cano / Q5705545